# Асарис, Гунар Константинович
Гунар Константинович Асарис (23 июня 1934, Рига, Латвийская Республика (1918—1940) — 21 февраля 2023) — советский и латвийский архитектор, академик АХ СССР (1988), почётный зарубежный академик Российской академии художеств, заслуженный архитектор Латвийской ССР (1978).

## Биография
Родился 23 июня 1934 года в Риге.
В 1959 году — окончил Рижский политехнический институт.
После окончания ВУЗа работал в отделе по делам строительства и архитектуры Рижского Горисполкома старшим, затем районным архитектором.
С 1961 по 1971 годы — заместитель главного архитектора Риги.
С 1971 по 1988 годы — главный архитектор Риги, начальник ГлавАПУ.
В 1983 году — избран членом-корреспондентом, а в 1988 году — академиком АХ СССР, почётный зарубежный академик Российской академии художеств.
С 1963 года — член Союза архитекторов СССР, с 1979 по 1989 годы — председатель Правления Союза архитекторов Латвии.
Скончался 21 февраля 2023 года.

## Творческая деятельность
Проекты и постройки: комплекс жилых домов (Юрмала, 1959-63), мемориальный ансамбль Памяти жертв фашизма «Саласпилс» (1960—1967), памятник-обелиск советским военнопленным (Саласпилс, 1965—1970), комплекс унифицированных торговых павильонов (Рига, 1965—1967), конкурсный проект комплекса Фундаментальной библиотеки Академии наук Латвийской ССР (1966), памятник на месте сожжённого села Аудрини (1968—1973), памятник В. И. Ленину (Екабпилс, 1968—1973), конкурсный проект детальной планировки и реконструкции общегородского центра Риги (1969), проект планировки и застройки Республиканского спортивного комплекса на острове Луцавсала в Риге (1970), административное здание (Рига, 1972—1974), мемориальный ансамбль (Екабпилс, 1972—1976), памятник погибшим морякам и рыбакам (Лиепая, 1974—1977), Рижская телебашня, проект монумента Октябрьской социалистической революции (Рига, 1977—1982), памятник Народному писателю Латвийской ССР А. Упиту (Рига, 1977—1982), разработка нового генерального плана развития Риги до 2005 года (1981—1984).
Автор (и соавтор) книг, альбомов, статей по вопросам строительства и архитектуры.

Некоторые работы
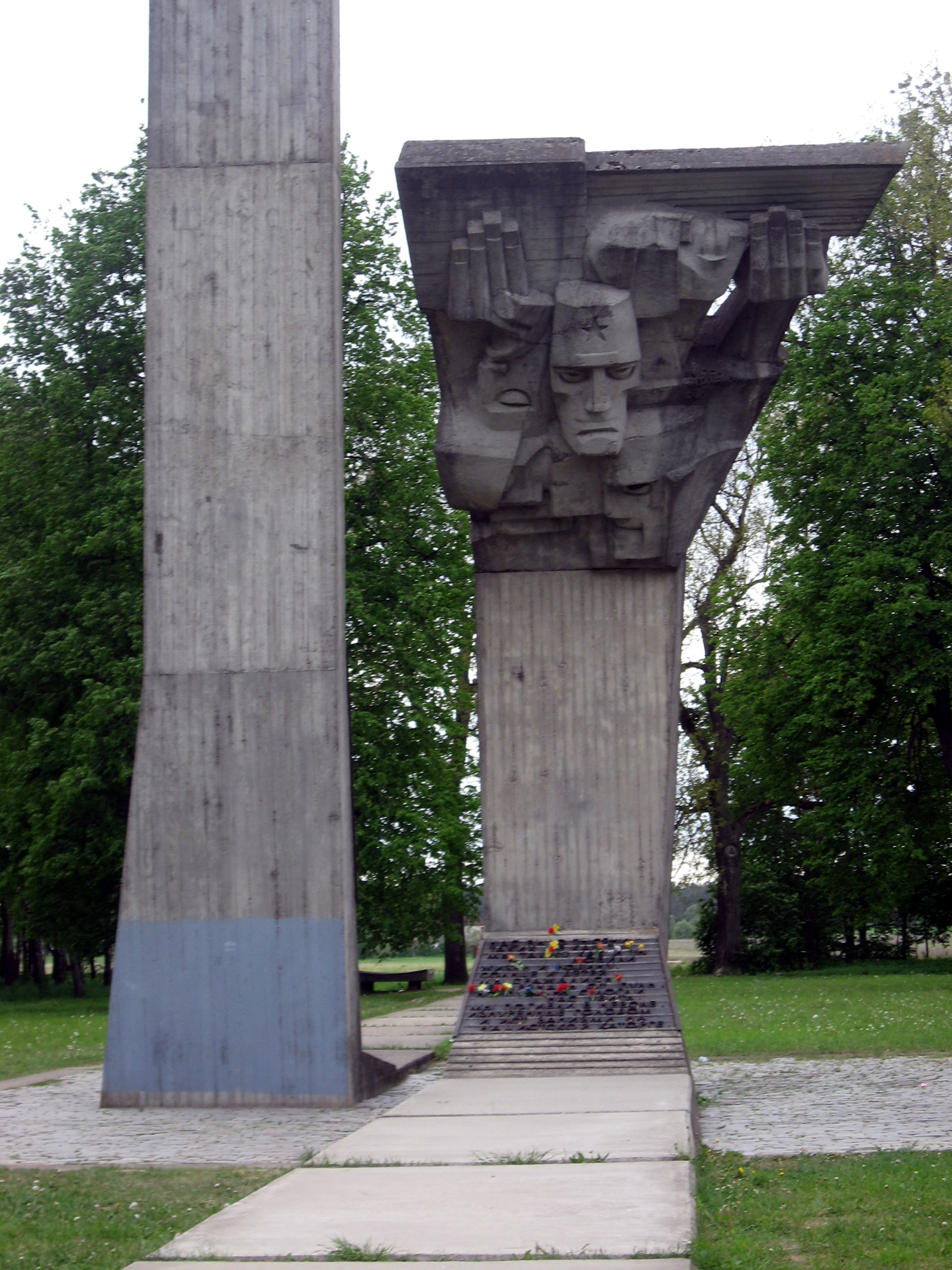
Фрагмент композиции памятника советским военнопленным в Саласпилсе.
Памятник Андрею Упиту в парке Кронвалда, Рига. Архитектор: Г. К. Асарис, скульптор А. А. Терпиловский.
Рижская телебашня

## Награды
- Ленинская премия (1970)
- Орден «Знак Почёта» (1986)
- Заслуженный архитектор Латвийской ССР (1978)
- Офицер ордена Трёх звёзд (2002)[3]